# Soutelo (Lousame)
Soutelo es una aldea  española situada en la parroquia de Camboño en el municipio de Lousame (provincia de La Coruña, Galicia). En 2021 tenía 34 habitantes (18 hombres y 16 mujeres).
Está situada al oeste del municipio a 254 metros sobre el nivel del mar y a una distancia de 8,1 km de la cabecera municipal. Las localidades más cercanas son Nabal, Vilaboa, Arxellas y Camboño.